# 沃尔夫哈根
沃尔夫哈根（德語：Wolfhagen，發音：[vɔlfˈhaːɡn̩] ⓘ）是德国黑森州卡塞尔行政区卡塞尔县的城市，面积112.29平方千米，2023年12月31日人口为13,411人。

## 友好城市
- 法國 泰尔尼耶
- 德国 奥尔德鲁夫
- 義大利 梅尔多拉